# IC 3078
IC 3078 — галактика типу Sab (компактна витягнута галактика) у сузір'ї Діва.
Цей об'єкт міститься в оригінальній редакції індексного каталогу.